# استان آنتابامبا
استان آنتابامبا (به اسپانیایی: Provincia de Antabamba) یک استان در پرو است که در منطقه اپوریماک واقع شده‌است. استان آنتابامبا ۳٬۲۱۹٫۰۱ کیلومتر مربع مساحت و ۱۱٬۹۳۲ نفر جمعیت دارد.